# Agrupación Nacionalista Galega de Narón
Agrupación Nacionalista Galega de Narón fou una agrupació electoral de caràcter municipalista, independent, nacionalista i d'esquerres. Es va formar a Narón (comarca de Ferrol) per a donar continuïtat a la coalición Unidade Galega, que assoliria l'alcaldia del municipi a les eleccions municipals de 1979. A les eleccions de maig de 1983 va obtenir 6 regidors, que sumats als 5 del PSdeG-PSOE tornaren a donar l'alcaldia a l'alcalde de l'etapa anterior, Antonio Martínez Aneiros. El 1985, es va integrar en PSG-EG, i com a conseqüència Antonio Martínez Aneiros fou elegit diputat a les eleccions al Parlament de Galícia de 1985, deixant el seu càrrec en l'alcaldia a Xoán Gato Díaz.